# Metin Kaçan
Metin Kaçan (* 15. November 1961 in Kayseri; † 6. Januar 2013 in Istanbul) war ein türkischer Schriftsteller. Bekanntheit erlangte er durch seinen Roman Ağır Roman, der auch ins Deutsche übersetzt  und 1999 von Mustafa Altıoklar verfilmt wurde.

## Leben
Metin Kaçan wurde 1961 in Kayseri geboren. Im gleichen Jahr zog die Familie nach Istanbul, wo der Vater einen Friseursalon eröffnete. Kaçan arbeitete als Autoschlosser, Zimmermann und Blechschmied.
Sein literarisches Debüt gab er 1988 mit Kurzgeschichten in der Zeitschrift Mizah. Sein erster Roman Ağır Roman (dt. Cholera Blues) erschien 1990 und avancierte in der Türkei zum Bestseller. Im Jahr 1999 wurde das Buch von Regisseur Mustafa Altıoklar verfilmt. Im Jahr 1995 erschien das Buch auch in Deutschland.
Am 6. Januar 2013 sprang er von einer Bosporus-Brücke in den Tod.

## Veröffentlichungen
- mit Kemal Aratan: İstedikleri Yere Gidenler. Joker Yayınları, Istanbul 1991
- Ağır Roman. Can Yayınları, Istanbul 1995
  - Cholera Blues. Dağyeli Verlag, Berlin 2003, ISBN 978-3-935597-38-8
- Fındık Sekiz. Can Yayınları, Istanbul 1997
  - Haselnuss 8. Dağyeli Verlag, Berlin 2008, ISBN 978-3-935597-69-2
- Harman Kaplan. Can Yayınları, Istanbul 1999
- Adalara Vapur. Can Yayınları, Istanbul 2002
- Cervantesin Yeğeni. Can Yayınları, Istanbul 2005